# Taschorema ithyphallicum
Taschorema ithyphallicum là một loài Trichoptera thuộc họ Hydrobiosidae. Chúng phân bố ở miền Australasia.